# A Nymph of the Waves
A Nymph of the Waves ist ein Kurzfilm aus dem Jahr 1900, der von Frederick S. Armitage für die Filmfirma American Mutoscope and Biograph Company produziert wurde. Der Film ist einer der wenigen Filme, von denen bekannt ist, dass Frederick S. Armitage bei diesem als Produzent gearbeitet hat.

## Handlung
In diesem Film tanzt eine Nymphe auf den Wellen des Meeres.

## Hintergrundinformationen
Catarina Bartho war eine bekannte Tänzerin, die in diesem Film ihren Speedway-Tanz vorführt. Dieser Tanz ist eine Mischung, die aus Elementen des Ballett- und Variety-Tanzes besteht. Das Meer, auf dem sie tanzt, sind die Whirlpool Rapids der Niagarafälle. Dabei wurden die Szenen des Wasserfalles aus dem Film Upper Rapids, from Bridge aus dem Jahr 1896 entnommen. Die Szenen, in denen die Tänzerin zu sehen ist, entstammen dem Film M'lle. Cathrina Bartho aus dem Jahr 1899. Die beiden Filmelemente wurden damals komplett zusammengeschnitten, so dass ein neuer Film entstand.